# 46e congrès de la Confédération française démocratique du travail
Pour les articles homonymes, voir Congrès de Grenoble.
La CFDT a tenu son 46e congrès du 12 au 16 juin 2006 à Grenoble. Il a réuni 1868 délégués issus des syndicats, fédérations et unions régionales.
Lors de ce congrès François Chérèque, seul candidat à sa succession, a été réélu avec 91,69 % des mandats. Il s'est engagé à améliorer l'écoute des adhérents.
Julie Coudry, la présidente de la Confédération étudiante (organisation étudiante associée à la CFDT), y a fait une déclaration insistant sur la proximité de la démarche de la CFDT et de la Cé en parlant d'un « syndicalisme que nous partageons ».
La CFDT a abordé le soutien qu'elle a apporté à la réforme des retraites de 2003 et l'hémorragie de 10 % de ses adhérents en trois ans qui s'est ensuivie. Aux départs individuels, il faut ajouter la dissolution de syndicats ou le départ de leurs équipes dirigeantes avec une partie de leurs adhérents vers d'autres syndicats (CGT, SUD, FSU, UNSA...). 
Elle a décidé de ne pas trancher sur la réforme des retraites prévue en 2008. La prise de position de la CFDT sur cette réforme, malgré le départ de beaucoup de syndicalistes divergents, est encore source de tension en interne, François Chérèque s'est fait siffler par une partie de la salle lors du congrès. 
La confédération lors de ce congrès a pris position en faveur des délégations de service public, entrant ainsi en opposition claire sur ce point avec d'autres organisations syndicales. L'organisation a aussi déclarée chercher des moyens d'action moins pénalisant que la grève.
La CFDT, grâce au mouvement contre le contrat première embauche auquel elle s'est associée, tire malgré les départs importants un bilan correct de ces 4 années.
Le Congrès a conforté la position de son secrétaire général, installé par Nicole Notat, qui défendait pour la première fois son bilan. Il a renforcé son équipe proche au secrétariat confédéral, tout en permettant le retour au bureau national de fédérations critiques comme la FGTE (transports) ou le SGEN (éducation).
Braquée contre la CGT depuis les départs organisés vers celle-ci, comme en témoigne l'intervention d'une responsable de la fédération des banques au congrès «tentative de hold-up fomentée avec la complicité de la direction confédérale de la CGT au nom d’une fallacieuse recomposition syndicale » , à la suite du cavalier seul sur les retraites.
Pour le chercheur de l'IRES Jean-Marie Pernot « Le paradoxe, c’est qu’elle diffuse auprès de ses militants une culture du compromis qui ne vaut que pour les employeurs et le gouvernement mais en aucun cas vis-à-vis des autres syndicats, sur lesquels elle porte un regard ignorant et caricatural. » . Selon Jean-Claude Ducatte (« expert social » du cabinet Epsy)  «Il François Chérèque n'en demeure pas moins qu'il aborde ce congrès dans une situation de faiblesse» et conclut sur le bilan des quatre années passées : « L'héritage de Nicole Notat n'a pas été trahi. Mais si vous retirez à la CFDT la victoire dans la crise du CPE, il ne reste pas grand-chose en termes de pur produit de la négociation. Il y a bien sûr la réforme des retraites avec le résultat que l'on connaît (...), mais au-delà ? (...) L'ambition de la CFDT de devenir un pôle de référence autonome s'avère être un échec. La question essentielle qui se pose à elle est de savoir comment être à la fois un laboratoire d'idées et se positionner dans une unité d'action syndicale qui a montré sa pertinence – sans perdre son âme ? »